# Archieparquía de Sebaste
La archieparquía de Sebaste de los armenios (en latín: Archieparchia Sebastensis Armenorum) fue una circunscripción eclesiástica de la Iglesia católica en Turquía. Se trataba de una archieparquía armenia inmediatamente sujeta al patriarcado de Cilicia de los armenios. Desde el 30 de mayo de 1892 se unió aeque principaliter con la eparquía de Tokat. Fue suprimida en 1972 y a la vez restaurada como archieparquía titular. Desde el 21 de agosto de 2024 su archieparca titular es Kévork Noradounguian, del Instituto del Clero Patriarcal de Bzommar.

## Territorio y organización
La archieparquía extendía su jurisdicción sobre los fieles católicos de rito armenio residentes en la parte sur del vilayato de Sivas (la parte norte correspondía a la eparquía de Tokat. La archieparquía estaba dentro del territorio propio del patriarcado de Cilicia de los armenios.
La sede de la archieparquía se encontraba en la ciudad de Sivas (antiguamente llamada Sebaste).

## Historia
Sebaste fue la primera ciudad importante del Imperio bizantino en ser saqueada por las tribus turcas en 1059. En 1398 fue ocupada por el Imperio otomano.
En la Notitiae Episcopatuum la diócesis de Sebaste (desde el siglo VII al siglo XIV) generalmente ocupaba el lugar 11 en el orden jerárquico de las metrópolis del patriarcado de Constantinopla. La provincia eclesiástica tenía inicialmente asignadas 5 diócesis sufragáneas: Sebastiópolis, Nicópolis, Satala, Colonia y Berissa. La provincia eclesiástica también incluyó la sede autocéfala archiepiscopal de Pedactoe, llamada Heracleópolis en la primera Notitia. 
La eparquía de Tokat fue erigida por el papa Pío IX en 1850, e inicialmente fue administrada por el patriarca de Cilicia de los armenios.
La eparquía de Sebaste fue erigida en 1858. El 30 de mayo de 1892 mediante la bula Quod ab Episcopis del papa León XIII, Sebaste fue elevada al rango de archieparquía y al mismo tiempo se unió aeque principaliter a la eparquía de Tokat.
La conferencia armenia de Roma de 1867 dispuso que la jurisdicción de Sebaste fuera sobre la antigua provincia de Colofone.
En 1890 se reportaron alrededor de 4000 armenios católicos en las dos eparquías, asistidos por 7 sacerdotes armenios.
En 1898 la Congregación de Propaganda Fide informaba que la archieparquía unida tenía 3000 fieles, con 4 estaciones y 10 sacerdotes. Había 11 escuelas elementales y 6 monjas de la Inmaculada Concepción.
En la primera década del siglo XX alrededor de 3000 fieles católicos armenios fueron reportados en las dos eparquías unidas, con 14 sacerdotes y 4 iglesias.
Debido al genocidio armenio de principios del siglo XX, la eparquía, como todas las diócesis armenias otomanas, perdió la mayor parte de su población.

### Sede titular
Una sede titular católica es una diócesis que ha cesado de tener un territorio definido bajo el gobierno de un obispo y que hoy existe únicamente en su título. Continúa siendo asignada a un obispo, quien no es un obispo diocesano ordinario, pues no tiene ninguna jurisdicción sobre el territorio de la diócesis, sino que es un oficial de la Santa Sede, un obispo auxiliar, o la cabeza de una jurisdicción que es equivalente a una diócesis bajo el derecho canónico.
En 1972 todas las eparquías armenias vacantes en Turquía (mencionadas en el Anuario Pontificio como vacantes, impedidas y dispersas) fueron suprimidas y recategorizadas como sedes titulares, por lo que la archieparquía de Constantinopla abarcó desde entonces de iure todo el territorio de Turquía.
La archieparquía titular de Sebaste de los armenios fue conferida por primera vez por la Santa Sede el 9 de julio de 1992 al obispo Nerses Der Nersessian, C.A.M., ordinario para los fieles de rito armenio en Europa Oriental.
Existe también la arquidiócesis titular de Sebaste de rito latino.

## Epicopologio
- Nerses Haleblian † (23 de mayo de 1858-14 de agosto de 1877 falleció)
- Garabed Khadifian, I.C.P.B. † (14 de agosto de 1877-2 de diciembre de 1890 renunció)
- Isaac Hagian † (8 de abril de 1892-6 de mayo de 1905 renunció)
- Léon Kecegian † (20 de mayo de 1908-mayo de 1916 falleció)[9][10]

### Archieparcas titulares
- Nerses Der Nersessian, C.A.M. † (9 de julio de 1992-24 de diciembre de 2006 falleció)[11]
- Kévork Noradounguian, I.C.P.B., desde el 21 de agosto de 2024